# Comando truppe alpine
Il comando truppe alpine è un comando di vertice dell'Esercito Italiano che coordina le attività e l'impiego delle truppe alpine. Nato nel 1997 come evoluzione del 4º Corpo d'armata alpino, ha sede a Bolzano.
Dipendente precedentemente dal Comando delle forze operative terrestri, dal 1º ottobre 2016 è alle dirette dipendenze del Capo di stato maggiore dell'Esercito.

## Storia
Il Comando truppe alpine discende dal IV Grande comando militare costituito a Bologna in esecuzione del decreto 25 marzo 1860, al comando del Tenente generale Domenico Cucchiari con funzioni prevalentemente territoriali, in grado di trasformarsi in comando di corpo d'armata in caso di guerra; sotto la sua giurisdizione viene posto il territorio compreso fra i fiumi Panaro e Taullo. Soppresso nel 1867, le divisioni di appartenenza divennero autonome.
Il 15 agosto 1870 venne costituito un corpo speciale per la campagna di Roma, denominato IV Corpo d'Esercito al comando del Tenente generale Raffaele Cadorna, sciolto il 9 ottobre e trasformato nel gennaio 1871 nel Comando generale dell'Esercito in Roma, posto al comando del Tenente generale Umberto di Savoia, principe di Piemonte, futuro Re d'Italia.
Nel 1873 il Comando generale d'Esercito in Roma venne sciolto e al suo posto venne creato il IV Comando generale e trasferito a Firenze, che a partire dal 22 gennaio 1877 divenne IV Corpo d'armata mantenendo tale denominazione fino all'Armistizio dell'8 settembre 1943.
Tra il 1939-1940 le divisioni alpine vennero inquadrate nel Corpo d'armata alpino le quali operano sul fronte greco, sul fronte russo con l'8ª Armata (dei 57.000 alpini partiti per la Russia, ne ritornano solo 11.000) che venne sciolto il 1º marzo 1943.
Il 1º maggio 1945, venne insediato a Bolzano il IV Comando militare territoriale, che nel 1952 venne trasformato nel Comando IV Corpo d'armata, che il 1º gennaio 1973 venne trasformato in IV Corpo d'armata alpino, avendo accentrato sotto il suo comando tutte le truppe alpine dell'Esercito Italiano.
Dal 1º ottobre 1997 in attuazione del "nuovo modello di difesa" il 4º Corpo d'armata alpino varia compiti e organico e diventa "Comando truppe alpine", mantenendo alle dipendenze le Brigate alpine, il 4º Reggimento alpini paracadutisti, il 6º Reggimento alpini e il Centro addestramento alpino.
Nel dicembre 2008 il 6º Reggimento alpini transita alle dipendenze del Centro addestramento alpino di Aosta.
Dal 1º luglio 2014 il 4º Reggimento alpini paracadutisti pur mantenendo connotazione alpina passa alle dipendenze delle forze speciali dell'Esercito.
Inizialmente dipendente dal Comando delle forze operative terrestri, dal 1º ottobre 2016, il Comando transita alle dirette dipendenze del Capo di stato maggiore dell'Esercito.

## Funzioni

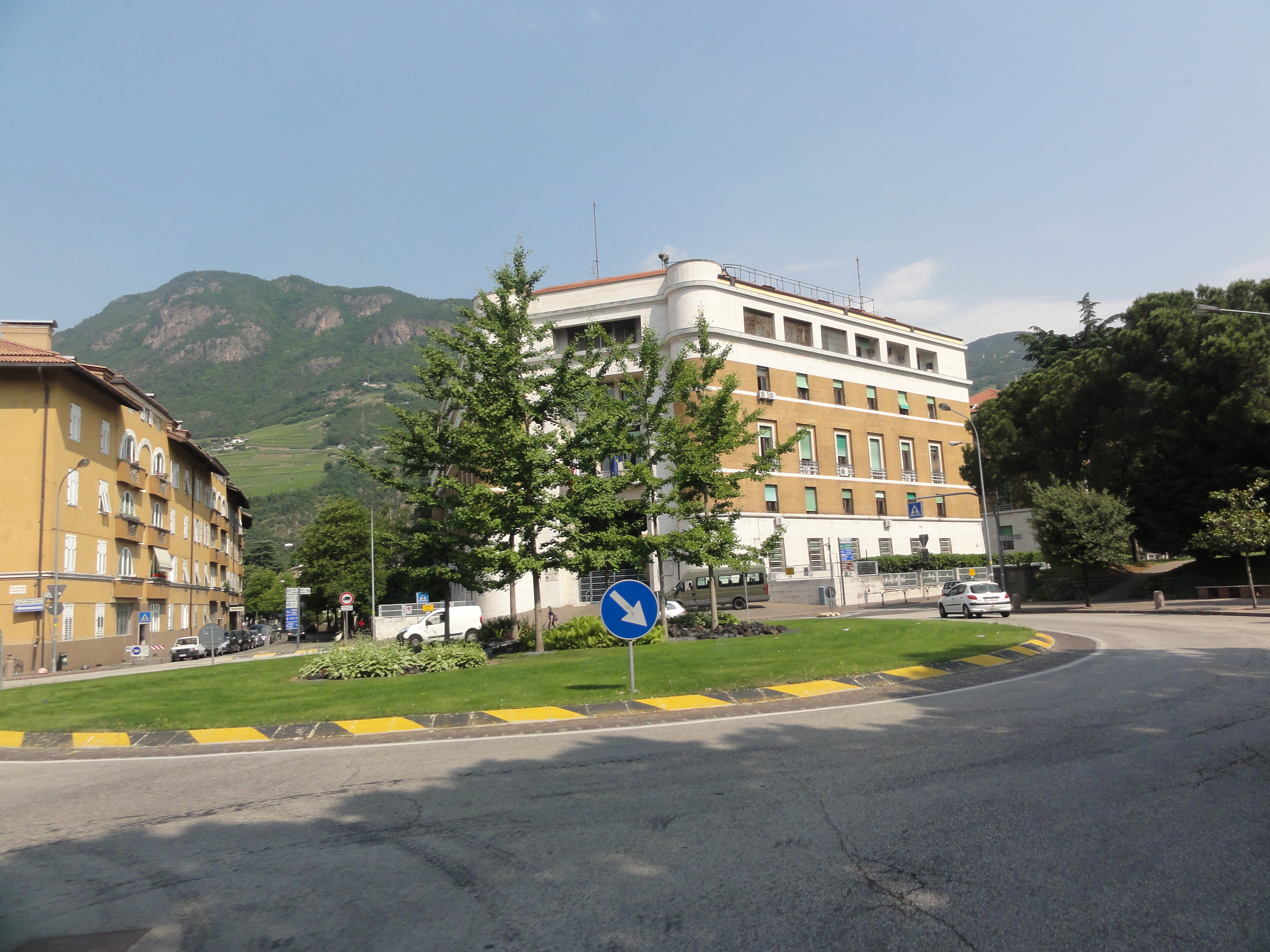
La sede del Comando truppe alpine a Bolzano

Il comando inquadra alle sue dipendenze la maggioranza dei reparti da montagna dell'Esercito Italiano e ne è responsabile per l'addestramento e la preparazione.
Dislocato a Bolzano, il Comando inquadra le Brigate Alpine, il Centro Addestramento Alpini ed i reparti di supporto, schierati lungo l'arco alpino ed in Abruzzo, ed è anche responsabile della sezione Meteomont degli Alpini e delle squadre SAR del Soccorso alpino.
Il Comando truppe alpine esercita le funzioni territoriali precedentemente affidate al Comando Regione Militare Nord.
Il Comando, retto da un generale di corpo d'armata, ha nella sua struttura la capacità di enucleare un Comando di Divisione (Divisione "Tridentina") di proiezione.

## Unità dipendenti

- Struttura di comando del COMALP

Il Comando si compone delle seguenti unità:
- Brigata alpina "Taurinense"
- Brigata alpina "Julia"
- Reparto Comando e Supporti Tattici "Tridentina"
- Centro addestramento alpino

## Comandanti
Il comandante delle Truppe alpine dal 26 luglio 2024 è il generale di Divisione Michele Risi

## Simbolo
Su scudo sagomato di colore verde un'aquila, poggia su cime innevate. Sotto l'aquila il simbolo del comune di Bolzano, sopra all'aquila la scritta "Comando Truppe Alpine"